# La Roche (België)
La Roche is een gehucht in de gemeente Court-Saint-Étienne in de Belgische provincie Waals-Brabant.
La Roche ligt in het zuiden van de gemeente, meer dan vier kilometer ten zuiden van het dorpscentrum van Court-Saint-Étienne. Het gehucht ligt iets ten zuidwesten van de gehuchten Sart-Messire-Guillaume en Bruyère du Sart, waar het tegenwoordig door lintbebouwing meer verbonden is. In het westen sluit La Roche aan op het gehucht Tangissart.

## Geschiedenis
De plaats zou haar naam gekregen hebben door de aanwezigheid van steengroeven.
Op de Ferrariskaart uit de jaren 1770 is de plaats weergegeven als het gehucht La Roche, en zijn ook enkele steengroeven (Carrière) aangeduid.
In de jaren 1850 werd langs het gehucht de spoorlijn Ottignies-Charleroi aangelegd, en opende het station La Roche. Het gehucht groeide in de loop van de 19de en 20ste eeuw uit, net als het gehucht Tangissart ten westen, in buurgemeente Baisy-Thy, en beide gehuchten groeiden naar elkaar toe.
Bij de gemeentelijke fusies van 1976 werd het buurgehucht Tangissart van Baisy-Thy afgescheiden en aangehecht bij Court-Saint-Étienne.

## Bezienswaardigheden
- De Moulin de la Roche is een watermolen op de Thyle die in 1810 werd opgericht. Uiteindelijk werd hij onderdeel van een industriële maalderij die tot eind 20e eeuw in bedrijf bleef.[1]

## Verkeer en vervoer
Het Station La Roche staat langs de spoorlijn Charleroi-Ottignies.
Langs La Roche loopt de N275 (Rue de la Roche / Nouvelle Route de Villers) tussen het centrum van Court-Saint-Étienne en Villers-la-Ville.
Dorpen en gehuchten: Beaurieux · Bruyère du Sart · Le Chenoy · Court-Saint-Étienne · Faux · Limauges · Mérivaux · La  Roche · Ruchaux ·  Sart-Messire-Guillaume · Suzeril · Tangissart · Wisterzée

Belgische gemeenten · Arrondissement Nijvel · Waals-Brabant · Wallonië